# クバーニ人民共和国

クバーニ人民共和国
Кубанська Народна Республіка

国歌: クバーニ、汝は我らが故郷！(ロシア語版)
1916年におけるロシア帝国、クバン州地図。クバーニ人民共和国領域と一致する。

クバーニ人民共和国（ウクライナ語: Кубанська Народна Республiка；ロシア語: Кубанская Народная Республика）は、現在のクバーニ地方にコサックが建国した国家である。反ボリシェヴィキの共和国であったが、ロシア内戦で共産主義政権に敗れて滅亡した。
1918年1月28日、国の政府機関となるクバーニ・ラーダ（クバーニ議会）で樹立が宣言され、同年2月16日に独立が宣言された。クバーニ人民共和国は、ロシア帝国時代のクバーニ州の全領土を領有していた。

## 歴史

### 背景
ロシア帝国時代、クバーニ地方はクバーニ・コサック軍の所領であった。多くの似た地域のように、この地域も人口統計学的にロシア政府の直轄地とは幾つかの違いがあった。西部と中部の地域はウクライナから1792年に移住した黒海コサック軍の子孫が広く居住していた。南部と北部では、ドン・コサック軍の子孫のカフカース防衛線コサック軍が人口を構成していた。
歴史的には、クバーニ・コサック軍は中央アジアの山岳民からロシアの国境を防衛する任務を司っていた。山岳民族の襲撃は、1860年までおよそ60年間続いたカフカーズ戦争に直接の原因を持っていた。クバーニ・コサック軍は、長きにわたる戦争のあいだ、ロシア帝国軍のために大きな兵力を送っていた。また、クバーニ・コサック軍からはツァーリの個人的護衛も送り出されていた。これらの忠誠心に対する報奨として、クバーニ・コサック軍には税を免除されるなど様々な特権が与えられ、半ば独立した立場を保障されていた。彼らの生活の軍事的性質は、スタニーツァあるいはクーリニと呼ばれるコサックの伝統的な社会組織を中心に構成されており、地域のオタマンや指揮官の選挙など、大きな自治権を持っていた。
しかしながらアレクサンドル2世の治世になって、平和になったクバーニ地域は投資対象として重視されるようになり、ロシア、アルメニア、ウクライナなどから農業を行うために農民の大規模な移住が行われた。土地の所有権の問題が農民とコサックの間に大きな摩擦を起こしたが、当時の国策にかなう移民側の利権が優先されることがしばしばであった。

### 二月革命

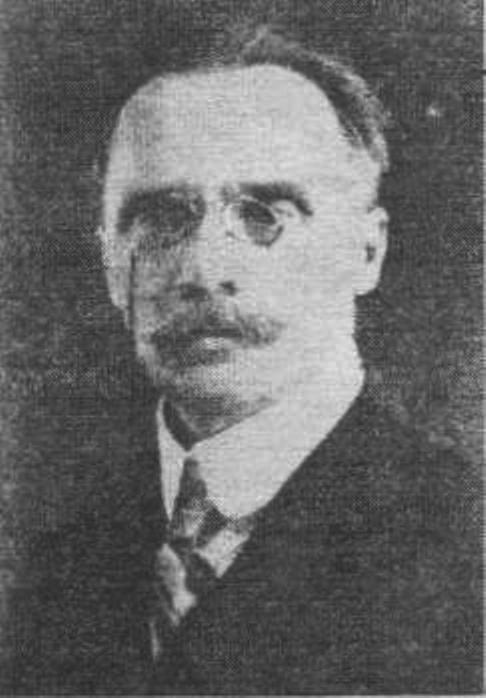
初代共和国議長ルカー・ブィーチ

ペトログラードで二月革命で成立した臨時政府は、第一次世界大戦の継続を決定した。軍部隊では厭戦気分が高まっており、この決定に失望したクバーニ・コサックの部隊は前線を見捨て、オスマン帝国の南部からの侵攻に脅かされる故郷を守るために故郷へ戻った。
帝政時代、クバーニはツァーリに直接任命された任命オタマンに直接統治されていた。任命オタマンは、多くの場合、非コサックの老練な将軍が務めていた。二月革命で皇帝ニコライ2世が退位すると、すぐさまクバーニ・ラーダ（議会）が議会をクバーニにおける唯一の政府体制として1917年3月に宣言し、クバーニ全土を統治する軍事政府を作った。同年6月17日には新しいロシア民主共和国の枠内でクバーニ人民共和国の建国が宣言された。

### クバーニ共和国の独立
ボリシェヴィキによる十月革命でロシア共和国が倒されたのち、クバーニの人々のあいだではグループ間の不一致が顕著になっていった。多数の非コサック系農民はボリシェヴィキ政権とクバーニ・ソビエト共和国に感化された。1918年2月16日、ラーダはクバーニ人民共和国のロシアからの独立を宣言する。
1918年3月、ラーヴル・コルニーロフ指揮する義勇軍がボリシェヴィキ系の赤軍を撃破すると、クバーニ・ラーダは再建され、その下に入ることになった。以前ロシア帝国に忠誠を持っていたコサックは、白軍派を支援することになった。義勇軍がクバーニにいたボリシェヴィキ勢力の掃討に成功したすぐ後に、前線は北のドン全大軍の領域まで動いた。
戦線の拡大はラーダに大きな影響を与え、1918年6月には指導部とコサックの不和が大きくなり始めた。主な焦点はウクライナ系コサックの「黒海衆」とロシア系の「防衛線衆」の不和であった。前者は外部に頼った自治権の保持に失望して完全なるクバーニの独立を指向するようになり、後者は「大ロシア国家」の再建の夢を信じ続けたのである。

### ロシア内戦
大ロシア主義を掲げる白軍はクバーニ・コサックを分離主義者と見なした。コルニーロフのあと白軍の司令官となったアントーン・デニーキン将軍は、徐々にクバーニ・ラーダに不満を募らすようになった。結局、ラーダはパウロー・スコロパードシクィイのウクライナ国との連邦同盟結成を目指すようになり、ウクライナ国崩壊ののちは、グルジア民主共和国との良く似た連合に参加した。しかし、フランスにいた外国使節が独立を宣言すると、火花は飛び散った。幾らかのコサック兵は政府を離れ、その他は赤軍に亡命した。
1918年12月、議会は第一委員長ルカー・ブィーチの率いるクバーニ代表団を1919年のパリ平和会議に向かわせた。4月までに、まず国際社会がボリシェヴィキからの防衛のためクバーニを独立国家として昇任するよう要求した。同時に、デニーキンの白軍との協力拒否も宣言された。ところが、このいずれも連合国を満足させることができなかった。しかしながらクバーニ人民共和国は、ウクライナ人民共和国、ドイツ帝国、オスマン帝国、グルジア民主共和国、北カフカース山岳共和国とともに法律上では承認された。
デニーキンは、1919年11月6日にこの「裏切り」を知ると、ラーダの庁舎を包囲するよう命じた。そしてオタマンであったオレクサンドル・フィリモーノウとその同志であるラーダのメンバー10人を逮捕した。この中に含まれたパウロー・クルハーンシクィイは、反逆罪によって公的に絞首刑となった。ロシア系「防衛線衆」はデニーキンの側に付き、義勇軍兵士として戦った。1919年12月の後にはデニーキンは敗北し、赤軍のクバーニ侵攻が予想されるようになった。幾つかのウクライナ系「黒海衆」のグループはラーダを再建して義勇軍を脱走し、独立することを志向していたウクライナ人民共和国やグルジア民主共和国とボリシェヴィキに対する共同戦線を張ることを試みた。しかしながら、1920年初頭には赤軍がクバーニの大半を占領し、議会もデニーキンも追い立てられた。

## 遺事
ソ連と、それを継承するロシア連邦の歴史家たちは、白軍と断絶するというクバーニ人民共和国の決定は、ロシア内戦における決定的な「裏切り」であったと見ている。この行為こそが、ボリシェヴィキの最終的な勝利を呼んだターニングポイントの一つとして考えている。
一方、ウクライナの歴史家は、クバーニ・ラーダの同盟の推移を見てクバーニ人民共和国はクバーニ・コサックによるウクライナとの連合の試みだったと主張している。最後の首相となったヴァスィーリ・イヴァニスはスコロパードシクィイがもっと毅然と振る舞っていたら、またナチーイウ将軍の率いるウクライナ人民共和国軍師団がクバーニに送られていたら、ウクライナは反ボリシェヴィキ運動の中心になっていたであろうと主張している。イヴァニスは中央同盟国の助けがあり、アレクサンドル・コルチャークが東部で同時に行動したら、彼らが早期にロシアを再度取り戻すことができたかも知れないと述べている。

## 文献
- Bilyi, Dmytro (2005 エラー: 日付が正しく記入されていません。（説明）). “Ukraine and Kuban in 1917-1921. United in conflict” (ウクライナ語). Virtualna Rus'. 2008年4月4日閲覧。
- “Ukrainian Kuban” (ウクライナ語). Haidamaka. 2008年4月4日閲覧。